# From Vienna with Love
From Vienna with Love – album studyjny austriackiej piosenkarki Conchity Wurst nagrany z Wiedeńską Orkiestrą Symfoniczną, wydany 19 października 2018 nakładem wydawnictwa muzycznego Sony Music. Dyrygentem orkiestry podczas nagrania albumu był Guido Mancusi.
Album dotarł do 1. miejsca na oficjalnej austriackiej liście sprzedaży Ö3 Austria Top 40, 77. pozycji w niemieckim zestawieniu albumów prowadzonych przez GfK Entertainment, a także 84. miejsca na liście przebojów Alben Top 100 w Szwajcarii. Wydawnictwo uzyskało status złotej płyty w Austrii.

## Lista utworów
Opracowano na podstawie materiału źródłowego.
1. „Writing’s on the Wall” – 4:41
2. „Have I Ever Been in Love” – 3:41
3. „Colors of the Wind” – 4:06
4. „The Sound of Music” – 2:50
5. „Get Here” – 4:40
6. „(Where Do I Begin?) Love Story” – 3:23
7. „All by Myself” – 6:27
8. „The Way We Were” – 3:33
9. „Rise Like a Phoenix” – 4:34
10. „Moonraker” – 3:10
11. „Uninvited” – 4:42
12. „Für mich soll’s rote Rosen regnen” – 3:18

## Pozycja na liście sprzedaży
| Kraj       | Notowanie (2018)  | Najwyższa pozycja |
| ---------- | ----------------- | ----------------- |
| Austria    | Ö3 Austria Top 40 | 1                 |
| Niemcy     | GfK Entertainment | 77                |
| Szwajcaria | Alben Top 100     | 84                |